# Randi Zuckerberg
Randi Jayne Zuckerberg (sinh ngày 28 tháng 2 năm 1982) là giám đốc tiếp thị (marketing director) của Facebook đồng thời là chị gái của người đồng sáng lập và CEO của Facebook - Mark Zuckerberg.
Nằm trong 50 "Người chơi năng lượng số" (Digital Power Players) của Hollywood Reporter vào năm 2010, Zuckerberg đã tổ chức và trở thành phóng viên của ABC News trong Bữa tiệc Dân chủ của Facebook và Cuộc thảo luận của Chủ tịch Đảng Cộng hoà năm 2008 cũng như Ngày mở đầu tình bằng hữu CNN/Facebook (CNN/Facebook Inauguration Day Partnership) vào năm 2009 và Nhật ký Facebook của Comcast.
Cô đã nói với tờ Wall Street Journal rằng nhóm phóng viên Facebook của cô đã được thiết đãi ở DNC như "những ngôi sao nhạc rock". Buổi tối ngày 2 tháng 11 năm 2010, Zuckerberg đã làm việc tại "đại sảnh thành phố" (town hall) được tổ chức bởi ABC News như là một phần của việc theo dõi tin tức về cuộc tổng tuyển cử Hoa Kỳ. Sự kiện kéo dài bảy giở đồng hồ này đã được truyền hình qua mạng thông qua website của ABC và Facebook.
Cô là tác giả của Spark Your Career in Advertising (Làm lấp lánh sự nghiệp của bạn bằng quảng cáo).